# セントウルステークス
セントウルステークスは、日本中央競馬会（JRA）が阪神競馬場で施行する中央競馬の重賞競走（GII）である。競馬番組表での名称は「産経賞セントウルステークス」と表記される。
競走名の「セントウル」は、ギリシャ神話に登場するケンタウロスのこと。阪神競馬場のセントウルガーデン内にセントウルの像があり、同競馬場のシンボルともなっている。
寄贈賞を提供している産業経済新聞社は、東京と大阪に本社を置く新聞社。
正賞は産経新聞社賞。

## 概要
1987年に創設された、4歳（現3歳）以上の競走馬による重賞競走。創設当初の施行距離は芝1400mだったが、2000年より芝1200mに短縮され、スプリンターズステークスの重要な前哨戦に位置づけられた。1989年より外国産馬が、1995年より地方競馬所属馬がそれぞれ出走可能になったほか、2005年より外国馬も出走可能になった。格付けは創設当初GIIIだったが、2006年よりGIIに格上げ。2007年より日本のパートI国昇格に伴い、国際格付けとなっている。
2006年より創設されたサマースプリントシリーズの最終戦に指定された。本競走の優勝馬からはシーイズトウショウ（2006年）、サンアディユ（2007年）、カノヤザクラ（2008年）、エーシンヴァーゴウ（2011年）、ハクサンムーン（2013年）、リトルゲルダ（2014年）、タワーオブロンドン（2019年）がシリーズのチャンピオンとなった。また、2005年から2010年まではグローバル・スプリント・チャレンジにも組み込まれていた。
2014年から、本競走の優勝馬にスプリンターズステークスの優先出走権が与えられるようになった。 

### 競走条件
以下の内容は、2023年現在のもの。
出走資格：サラ系3歳以上
- JRA所属馬（未出走馬および未勝利馬を除く）
- 地方競馬所属馬（後述）
- 外国調教馬（優先出走）

負担重量：別定
- 3歳55kg、4歳以上57kg、牝馬2kg減
  - 2022年9月10日以降のGI競走（牝馬限定競走を除く）1着馬2kg増、牝馬限定GI競走またはGII競走（牝馬限定競走を除く）1着馬1kg増
  - 2022年9月9日以前のGI競走（牝馬限定競走を除く）1着馬1kg増（ただし2歳時の成績を除く）

スプリンターズステークスのステップ競走に指定されており、地方競馬所属馬はスプリンターズステークスの出走候補馬（3頭まで）に優先出走が認められている。また、本競走で2着以内の成績を収めた地方競馬所属馬はスプリンターズステークスの優先出走権が与えられる。

### 賞金
2023年の1着賞金は5900万円で、以下2着2400万円、3着1500万円、4着890万円、5着590万円。

## 歴史
- 1987年 - 4歳（現3歳）以上の競走馬による重賞競走（GIII[注 1]）として創設、阪神競馬場の芝1400mで施行。
- 1989年 - 混合競走に指定。
- 1995年 - 指定交流競走に指定され、地方所属馬は3頭まで出走可能となる[11]。
- 2000年 - 施行距離を芝内回り1200mに変更。
- 2001年 - 馬齢表示の国際基準への変更に伴い、出走条件を「4歳以上」から「3歳以上」に変更。
- 2002年 - 負担重量を変更。
- 2005年
  - 混合競走から国際競走に変更され、外国調教馬は4頭まで出走可能となる[11]。
  - グローバル・スプリント・チャレンジに参加、第5戦に組み込まれる（2010年まで）[11]。
- 2006年
  - GII[注 1]に格上げ。
  - サマースプリントシリーズの最終戦に組み込まれる[6]。
- 2007年
  - 日本のパートI国昇格に伴い、外国調教馬の出走枠が8頭に拡大[12]。
  - 馬インフルエンザの影響により、中央競馬所属馬のみで施行。
- 2014年 - この年から本競走の1着馬にスプリンターズステークスへの優先出走権を付与[6]。
- 2017年 - 大阪杯のGI昇格に伴い、それまで大阪杯に出されていた産経新聞社の寄贈賞が振り替えられ、名称を「産経賞セントウルステークス」に変更[13]。
- 2020年
  - 京都競馬場の改修工事に伴う開催日割の変更のため中京競馬場で施行[14]。このため、出走可能頭数が18頭に変更される（2021年・2022年も同様）。
  - 新型コロナウイルスの感染拡大防止のため、「無観客競馬」として実施[15]。
- 2024年 ｰ 阪神競馬場リフレッシュ工事に伴う開催日割の変更のため中京競馬場で施行[16]。このため、出走可能頭数が18頭に変更される。

### 歴代優勝馬
優勝馬の馬齢は、2000年以前も現行表記に揃えている。
コース種別を表記していない距離は、芝コースを表す。
| 回数   | 施行日        | 競馬場 | 距離  | 優勝馬             | 性齢 | タイム | 優勝騎手   | 管理調教師 | 馬主                                 |
| ------ | ------------- | ------ | ----- | ------------------ | ---- | ------ | ---------- | ---------- | ------------------------------------ |
| 第1回  | 1987年9月13日 | 阪神   | 1400m | ミスターボーイ     | 牡5  | 1:22.5 | 河内洋     | 中尾正     | 小原巖                               |
| 第2回  | 1988年9月11日 | 阪神   | 1400m | サンキンハヤテ     | 牡4  | 1:21.7 | 河内洋     | 橋口弘次郎 | 河原サキノ                           |
| 第3回  | 1989年9月10日 | 阪神   | 1400m | ホウエイソブリン   | 牡5  | 1:20.9 | 村本善之   | 目野哲也   | 北川末次                             |
| 第4回  | 1990年9月9日  | 中京   | 1200m | エーコーシーザー   | 牡5  | 1:08.5 | 田島信行   | 安田伊佐夫 | 池内賢市                             |
| 第5回  | 1991年9月8日  | 中京   | 1200m | ニフティニース     | 牝4  | 1:07.9 | 竹原啓二   | 松山康久   | 吉田善哉                             |
| 第6回  | 1992年9月13日 | 阪神   | 1400m | マイスーパーマン   | 牡6  | 1:22.8 | 南井克巳   | 鹿戸幸治   | 菅原吾一                             |
| 第7回  | 1993年9月12日 | 阪神   | 1400m | エリザベスローズ   | 牝4  | 1:22.1 | 河内洋     | 渡辺栄     | 吉田勝己                             |
| 第8回  | 1994年10月2日 | 中京   | 1200m | エイシンワシントン | 牡3  | 1:08.7 | 熊沢重文   | 内藤繁春   | 平井豊光                             |
| 第9回  | 1995年10月1日 | 京都   | 1400m | ビコーペガサス     | 牡4  | 1:21.2 | 武豊       | 柳田次男   | （有）レジェンド                     |
| 第10回 | 1996年9月29日 | 阪神   | 1400m | フジノマッケンオー | 牡5  | 1:21.0 | 武豊       | 中村好夫   | 中村寛俊                             |
| 第11回 | 1997年9月28日 | 阪神   | 1400m | オースミタイクーン | 牡6  | 1:21.0 | 武幸四郎   | 武邦彦     | 山路秀則                             |
| 第12回 | 1998年10月4日 | 阪神   | 1400m | マイネルラヴ       | 牡3  | 1:21.3 | 武豊       | 稲葉隆一   | （株）サラブレッドクラブ・ラフィアン |
| 第13回 | 1999年10月3日 | 阪神   | 1400m | エイシンガイモン   | 牡6  | 1:20.7 | 芹沢純一   | 加用正     | 平井豊光                             |
| 第14回 | 2000年9月10日 | 阪神   | 1200m | ビハインドザマスク | 牝4  | 1:07.6 | 福永祐一   | 北橋修二   | （有）サンデーレーシング             |
| 第15回 | 2001年9月9日  | 阪神   | 1200m | テネシーガール     | 牝4  | 1:08.1 | 山田和広   | 坪正直     | 平井豊光                             |
| 第16回 | 2002年9月8日  | 阪神   | 1200m | ビリーヴ           | 牝4  | 1:07.1 | 岩田康誠   | 松元茂樹   | 前田幸治                             |
| 第17回 | 2003年9月14日 | 阪神   | 1200m | テンシノキセキ     | 牝5  | 1:07.8 | 横山典弘   | 橋口弘次郎 | 杉谷枡夫                             |
| 第18回 | 2004年9月12日 | 阪神   | 1200m | ゴールデンキャスト | 牡4  | 1:08.2 | 武豊       | 橋口弘次郎 | 前田幸治                             |
| 第19回 | 2005年9月11日 | 阪神   | 1200m | ゴールデンキャスト | 牡5  | 1:08.3 | 小牧太     | 橋口弘次郎 | 前田幸治                             |
| 第20回 | 2006年9月10日 | 中京   | 1200m | シーイズトウショウ | 牝6  | 1:08.6 | 池添謙一   | 鶴留明雄   | トウショウ産業（株）                 |
| 第21回 | 2007年9月9日  | 阪神   | 1200m | サンアディユ       | 牝5  | 1:07.1 | 川田将雅   | 音無秀孝   | 松岡隆雄                             |
| 第22回 | 2008年9月14日 | 阪神   | 1200m | カノヤザクラ       | 牝4  | 1:07.3 | 小牧太     | 橋口弘次郎 | 神田薫                               |
| 第23回 | 2009年9月13日 | 阪神   | 1200m | アルティマトゥーレ | 牝5  | 1:07.8 | 松岡正海   | 奥平雅士   | （有）社台レースホース               |
| 第24回 | 2010年9月12日 | 阪神   | 1200m | ダッシャーゴーゴー | 牡3  | 1:08.0 | 川田将雅   | 安田隆行   | 芦田信                               |
| 第25回 | 2011年9月11日 | 阪神   | 1200m | エーシンヴァーゴウ | 牝4  | 1:08.5 | 田辺裕信   | 小崎憲     | （株）栄進堂                         |
| 第26回 | 2012年9月9日  | 阪神   | 1200m | エピセアローム     | 牝3  | 1:07.3 | 武豊       | 石坂正     | 吉田勝己                             |
| 第27回 | 2013年9月8日  | 阪神   | 1200m | ハクサンムーン     | 牡4  | 1:07.5 | 酒井学     | 西園正都   | 河崎五市                             |
| 第28回 | 2014年9月14日 | 阪神   | 1200m | リトルゲルダ       | 牝5  | 1:07.4 | 丸田恭介   | 鮫島一歩   | 栗山良子                             |
| 第29回 | 2015年9月13日 | 阪神   | 1200m | アクティブミノル   | 牡3  | 1:07.8 | 藤岡康太   | 北出成人   | 吉岡實                               |
| 第30回 | 2016年9月11日 | 阪神   | 1200m | ビッグアーサー     | 牡5  | 1:07.6 | 福永祐一   | 藤岡健一   | 中辻明                               |
| 第31回 | 2017年9月10日 | 阪神   | 1200m | ファインニードル   | 牡4  | 1:07.5 | M.デムーロ | 高橋義忠   | H.H.シェイク・モハメド               |
| 第32回 | 2018年9月9日  | 阪神   | 1200m | ファインニードル   | 牡5  | 1:08.8 | 川田将雅   | 高橋義忠   | ゴドルフィン                         |
| 第33回 | 2019年9月8日  | 阪神   | 1200m | タワーオブロンドン | 牡4  | 1:06.7 | C.ルメール | 藤沢和雄   | ゴドルフィン                         |
| 第34回 | 2020年9月13日 | 中京   | 1200m | ダノンスマッシュ   | 牡5  | 1:07.9 | 三浦皇成   | 安田隆行   | （株）ダノックス                     |
| 第35回 | 2021年9月12日 | 中京   | 1200m | レシステンシア     | 牝4  | 1:07.2 | C.ルメール | 松下武士   | （有）キャロットファーム             |
| 第36回 | 2022年9月11日 | 中京   | 1200m | メイケイエール     | 牝4  | 1:06.2 | 池添謙一   | 武英智     | （株）名古屋競馬                     |
| 第37回 | 2023年9月10日 | 阪神   | 1200m | テイエムスパーダ   | 牝4  | 1:07.2 | 富田暁     | 木原一良   | 竹園正繼                             |
| 第38回 | 2024年9月8日  | 中京   | 1200m | トウシンマカオ     | 牡5  | 1:07.7 | 菅原明良   | 高柳瑞樹   | (株)サトー                           |

## 1986年までのセントウルステークス
現在の重賞競走が創設される以前、1986年まで同名の特別競走が行われていた。ただし、JRAではこれらの競走を前身としていない。
- 1960年 - 4歳（現3歳）以上の競走馬による条件特別競走として、阪神競馬場の芝2000mで施行。
- 1970年 - オープン特別競走に昇格。
- 1976年 - 条件特別競走に降格。
- 1978年 - オープン特別競走に再び昇格。
- 1979年 - 条件特別競走に再び降格。
- 1984年 - オープン特別競走に再び昇格。

### 1986年までの優勝馬
| 施行日         | 競馬場           | 距離             | 条件             | 優勝馬             | 性齢             | タイム           | 優勝騎手         | 管理調教師       | 馬主               |
| -------------- | ---------------- | ---------------- | ---------------- | ------------------ | ---------------- | ---------------- | ---------------- | ---------------- | ------------------ |
| 1960年10月23日 | 阪神             | 2000m            | 100万下          | タイカン           | 牝3              | 2:06.7           | 伊藤修司         | 伊藤勝吉         | 林熊蔵             |
| 1961年12月3日  | 阪神             | 1800m            | 150万下          | ブゼンコウシユン   | 牡4              | 1:52.4           | 高尾武士         | 田中好雄         | 池田兼吉           |
| 1962年12月9日  | 阪神             | 2000m            | 180万下          | シンハツヒカリ     | 牡3              | 2:10.4           | 清水久雄         | 増本勇           | 伊藤由五郎         |
| 1963年12月15日 | 阪神             | 2000m            | 120万下          | トキカゼ           | 牡4              | 2:07.3           | 浅見国一         | 松田由太郎       | ローズ             |
| 1964年12月27日 | 阪神             | 2000m            | 150万下          | ガルカチドリ       | 牡3              | 2:04.6           | 栗田勝           | 鈴木和雄         | 金岡義範           |
| 1965年12月26日 | 阪神             | 2200m            | 150万下          | シシオー           | 牡3              | 2:17.7           | 清水久雄         | 増本勇           | 河端豊次           |
| 1966年12月11日 | 阪神             | 2000m            | 不明             | キリハク           | 牝3              | 2:04.6           | 瀬戸口勉         | 上田三千夫       | 上田清次郎         |
| 1967年12月3日  | 阪神             | 2000m            | 350万下          | ハヤシロ           | 牡3              | 2:04.3           | 福永甲           | 田之上勲         | 有馬静雄           |
| 1968年12月8日  | 阪神             | 2000m            | 350万下          | ハードオンワード   | 牡3              | 2:04.8           | 武田博           | 武田文吾         | (株)オンワード牧場 |
| 1969年         | 小倉大賞典を参照 | 小倉大賞典を参照 | 小倉大賞典を参照 | 小倉大賞典を参照   | 小倉大賞典を参照 | 小倉大賞典を参照 | 小倉大賞典を参照 | 小倉大賞典を参照 | 小倉大賞典を参照   |
| 1970年12月12日 | 阪神             | 1900m            | オープン         | ケイタカシ         | 牡5              | 1:56.0           | 池江泰郎         | 浅見国一         | 内田恵司           |
| 1971年12月11日 | 阪神             | 1600m            | オープン         | シバクサ           | 牡3              | 1:35.8           | 高崎詠三郎       | 橋本正晴         | 内芝伝一           |
| 1972年12月9日  | 阪神             | 1600m            | オープン         | ファストバンブー   | 牡5              | 1:36.1           | 福永洋一         | 伊藤修司         | 竹田辰一           |
| 1973年12月8日  | 阪神             | 1600m            | オープン         | ホウシュウエイト   | 牡3              | 1:35.5           | 武邦彦           | 日迫清           | 上田清次郎         |
| 1974年12月1日  | 阪神             | 1600m            | オープン         | ランドグレース     | 牡3              | 1:34.9           | 福永洋一         | 松井麻之助       | 木村善一           |
| 1975年11月30日 | 阪神             | 1600m            | オープン         | ケイリュウシンゲキ | 牝5              | 1:36.2           | 伊藤清章         | 伊藤修司         | 龍進撃(有)         |
| 1976年12月5日  | 阪神             | 1600m            | 1300万下         | ホクトボーイ       | 牡3              | 1:36.1           | 久保敏文         | 久保道雄         | 森滋               |
| 1977年12月4日  | 阪神             | 1600m            | 1400万下         | キングラナーク     | 牡4              | 1:35.3           | 岩元市三         | 布施正           | 小柴タマヲ         |
| 1978年12月3日  | 阪神             | 1600m            | オープン         | ヤマニンミノル     | 牡3              | 1:36.4           | 田原成貴         | 浅見国一         | 小林信夫           |
| 1979年12月1日  | 阪神             | 1600m            | 1200万下         | バンブトンフィリー | 牝3              | 1:35.3           | 吉永良人         | 伊藤修司         | 樋口正蔵           |
| 1980年10月11日 | 阪神             | 1600m            | 1200万下         | マツノリード       | 牝3              | 1:36.7           | 本田優           | 星川薫           | 成瀬喜好           |
| 1981年11月29日 | 阪神             | 2000m            | 1200万下         | クニノカチドキ     | 牡3              | 2:01.4           | 田原成貴         | 安藤正敏         | 初田豊             |
| 1982年12月12日 | 阪神             | 2000m            | 1300万下         | ハンキイナリ       | 牡6              | 2:03.9           | 加用正           | 大沢真           | 前田勝治           |
| 1983年12月11日 | 阪神             | 2000m            | 1300万下         | キタヤマツバキ     | 牡3              | 2:01.3           | 小島貞博         | 戸山為夫         | 藤本龍也           |
| 1984年12月16日 | 阪神             | 2200m            | オープン         | パワーホーラー     | 牡3              | 2:13.4           | 西浦勝一         | 荻野光男         | 松坂正喜           |
| 1985年12月21日 | 阪神             | 2200m            | オープン         | シンブラウン       | 牡5              | 2:15.2           | 岩元市三         | 布施正           | 林幸雄             |
| 1986年12月20日 | 阪神             | 2200m            | オープン         | スピードヒーロー   | 牡4              | 2:15.6           | 河内洋           | 崎山博樹         | 市川幸助           |